# 박재홍 (야구인)
박재홍(朴裁弘, 1973년 10월 2일~)은 대한민국의 야구 선수이다. 전 KBO 리그 현대 유니콘스, KIA 타이거즈, SK 와이번스의 외야수이자 현재 MBC 스포츠+의 야구 해설위원이다. 아마추어 시절부터 그는 각종 국가대표로 활동하여 빼어난 활약을 보여 준다고 하여 '리틀 쿠바'라는 별명을 갖고 있는 선수였다. 신인 시절이던 1996년을 포함해 30-30 클럽을 3번이나 달성하여 '호타준족'이라는 수식어가 붙었다.

## 선수 시절

### 아마추어 시절
1992년 신인 지명에서 연고 팀 해태 타이거즈의 1차 지명을 받았으나 연세대학교 사회체육학과에 진학하였다. 그 후 연세대학교 사회체육학과를 졸업하면서 연고 구단인 해태 타이거즈로 입단해 갈 것이라는 예상과는 달리 그는 태평양 돌핀스를 인수한 현대 유니콘스에 입단하기로 밀약을 맺었고, 이 때문에 해태 타이거즈 입단을 거부하였다. 후에 그가 현대 유니콘스에 입단하는 조건으로 당시 해태 타이거즈와 현대 유니콘스는 그의 지명권과 현대 유니콘스의 투수 최상덕을 맞바꾸는 트레이드를 성사시켰고, 그는 현대 유니콘스에 입단하였다.

### 현대 유니콘스 시절
현대 유니콘스로 입단한 그는 데뷔 첫 해, 30개의 홈런과 36개의 도루를 기록하며 한국 프로야구 최초로 '30홈런-30도루 클럽'에 가입하여 이 해 투표단의 만장일치로 신인왕에 올랐다. 게다가 홈런왕과 타점왕까지 석권하는등 뛰어난 공, 수, 주를 두루 갖춘 '호타준족' 선수였으며, 현대 유니콘스의 주축 선수로 최고의 활약을 펼쳤다.
1996년, 1998년, 2000년 세 번이나 30홈런-30도루를 달성하였다. 1999년에는 4개의 만루 홈런으로 한 시즌 개인 최다 만루 홈런 기록을 세우기도 했다. 2000년에는 30홈런-30도루-3할 타율-100타점을 기록하여 타점왕에 오르는 등 현대 유니콘스의 중심 타선으로 활약했다.

### KIA 타이거즈 시절
2002년을 끝으로 2003년, KIA 타이거즈 3루수 정성훈을 상대로 현금 트레이드에 의해 고향 팀 KIA 타이거즈로 이적하였다. 이적 첫 해 2003년 시즌 0.301 타율, 19홈런, 14도루를 기록하여 팀 내 중심 타선 역할을 하였으나, 이듬해 2004년에는 햄스트링 부상으로 0.253 타율을 기록해 프로 선수 생활 이래 가장 낮은 성적을 기록했으며 시즌 전 벌어진 '국토 대장정' 이후 햄스트링 부상을 달고 산 본인(박재홍) - 고질적 무릎부상에 시달린 홍세완이 1년 내내 부상과 사투를 벌여야 했으며 차세대 에이스였던 김진우가 무릎 부상을 당했고  이종범은 체력 저하로 인해 시즌 중 부진을 면치 못했으며 김성한 당시 KIA 감독은 소위 '국토 대장정' 사건 뿐 아니라 '김성한 구타 사건' 때문에  물의를 빚어 2004년 시즌 도중 물러나야 했다. 2004년 시즌 후 FA와 관련해서 KIA 타이거즈 프런트와의 갈등으로 당시 SK 와이번스의 투수였던 김희걸을 상대로 1:1 트레이드되었다.

### SK 와이번스 시절
2004년 시즌이 끝나고 난 뒤, 12월에 당시 SK 와이번스 투수였던 김건한을 상대로 1:1 트레이드되어 SK 와이번스에 입단했다. 그 해에 그는 팀의 활력소 같은 역할을 하며 통산 '200홈런-200도루'의 대기록을 달성하였고, 2005년 8월 27일 삼성 라이온즈와의 경기에서 3루에서 과감하게 홈 스틸을 성공하는 등 그 해 0.304 타율에 18개 홈런-22개 도루를 기록하여 옛 기량을 보여 줬다. 2005년 시즌이 끝나고 FA를 선언, SK와 최대 4년간 30억원(옵션 포함)을 내용으로 하는 계약을 맺었다. 2009년 4월 23일 문학야구장에서 열린 롯데 자이언츠와의 경기에서 250홈런-250도루 기록을 달성하였다. 2009년 시즌이 끝나고 다시 한번 FA를 선언, SK와 계약금 4억원, 연봉 4억원 등 총 8억원의 계약을 맺었다. 2011년 11월 7일 선수 연장을 위한 타 팀으로의 이적과 은퇴 후 코치 연수를 택하라는 구단의 언급이 있었고 선수 연장을 선택함에 따라 SK 와이번스를 떠나게 되는 것처럼 보였으나, 2차 드래프트에서 최동수가 LG 트윈스로 지명되어 전력에서 이탈하면서, 우타 대타감이 필요해진 구단 이해 관계와 맞물려 2012년 시즌도 SK에 잔류하였다. 2012년 시즌 연봉 협상에서 50% 삭감된 2억원에 재계약을 체결하였다. 2011년 12월 9일 한국프로야구선수협회 6대 회장으로 선출되었다. 2012년에는 통산 300홈런을 돌파하였고, 300-300 기록을 꾀했지만 1군에 많이 오르지 못했다. 그 해 11월 25일 보류선수 명단에서 제외되면서 팀에서 방출당했고, 현역 연장 의지를 내비쳤지만 결국 2013년 1월 24일 현역 은퇴를 선언했다.그의 등번호 62번은 한동민 선수에게 넘겨받았다.

## 야구선수 은퇴 후
현역 은퇴 후 2013년부터 MBC 스포츠+에서 야구 해설가로 활동하고 있다.

## 출신 학교
- 광주서림초등학교
- 무등중학교
- 광주제일고등학교
- 연세대학교 사회체육학과 92학번

## 에피소드
2004년 두산 베어스와 KIA 타이거즈의 준 플레이오프 2차전에서 연장 12회초 접전 끝에 KIA 타이거즈가 패한 뒤, 누군가가 분위기 파악을 못하고 빵을 먹은 사건이 있었다. 처음에 범인은 그와 마해영, 이종범 3명 중 하나로 압축되었는데 추후에 범인이 최향남으로 밝혀졌고 그 후로 빵재홍이라는 오명은 벗겨졌다.

## 응원가

### SK 와이번스시절
오오 오오오오 오오오오 오오~ SK 박재홍
오~ 오오오오 오오오오 오오~ SK 박재홍 (×2)
원곡 : 트랜스픽션 - 승리를 위하여

## 주요 이력
- 1989년~1992년 - 광주제일고등학교
- 1992년~1995년 - 연세대학교
- 1996년~2002년 - 현대 유니콘스: 1996년 한국 프로야구 최초 30-30 클럽에 가입. 신인왕. 3차례(1996년,1998년,2000년) 30홈런-30도루 기록. 신인 최다 홈런 기록(30개, 이전 기록 1991년 김기태 27개)
- 2003년~2004년 - KIA 타이거즈: 2003년 KIA 3루수 정성훈 및 현금을 상대로 트레이드됨.
- 2005년~2012년 - SK 와이번스: 2004년 12월 KIA에서 투수 김희걸과 1:1 트레이드됨.
- 2005년 - KBO 리그 최초 200-200클럽 (200홈런 200도루) 가입
- 2009년 - KBO 리그 최초 250-250클럽 (250홈런 250도루) 가입
- 2012년 - KBO 리그 역대 7번째 300호 홈런 달성

## 수상 기록
- 1996년: 신인왕, 타점왕, 홈런왕, 골든글러브
- 1997년: 골든글러브, 올스타전 홈런더비 우승
- 1998년: 골든글러브
- 1999년: 올스타전 홈런더비 우승
- 2000년: 타점왕,골든글러브
- 2002년: 올스타전 MVP
- 2008년: 올스타전 홈런더비 우승, G마켓 월드 홈런레이스 우승

## 주요 기록
| 기록     | 날짜      | 소속        | 구장 | 상대 팀 | 상대 투수     | 경기 결과 | 타석수 | 경기수 | 달성 당시 나이  | 기타       | 각주 |
| -------- | --------- | ----------- | ---- | ------- | ------------- | --------- | ------ | ------ | --------------- | ---------- | ---- |
| 1000타점 | 2009.5.19 | SK 와이번스 | 대구 | 삼성    |               |           |        | 1520   | 35세 8개월 12일 | 역대 5번째 |      |
| 300홈런  | 2012.10.3 | SK 와이번스 | 잠실 | LG      | 벤자민 주키치 |           |        |        | 39세            | 역대 7번째 |      |
| 3000루타 | 2012.10.6 | SK 와이번스 | 문학 | 롯데    | 이승호        |           |        |        | 39세 29일       | 역대 5번째 |      |

### 개인 기록
- 30홈런-30도루 달성: 1996년, 1998년, 2000년
- 홈스틸 - 2005년 8월 27일 삼성 라이온즈 투수 마틴 바르가스 상대 프로통산 19번째
- 200홈런-200도루 달성
- 250홈런-250도루 달성(2009년 4월 23일 문학 롯데전)
- 두 경기 연속 만루 홈런(2008년 5월 28일~5월 29일, 프로통산 3번째)
- 28경기 연속 안타(2008년 4월 28일~6월 1일, 프로통산 3위 기록)
- 역대 포스트 시즌 6번째 선두 타자 홈런 (플레이오프 통산 두 번째)
- 3000루타 달성(2012년 10월 6일, 프로통산 5번째)
- 개인 통산 300홈런 달성(2012년 10월 6일, 잠실 LG 투수 벤자민 주키치)

## 통산 기록
| 연 도           | 소 속           | 나 이           | 출 장 | 타 석 | 타 수 | 득 점 | 안 타 | 2 루 타 | 3 루 타 | 홈 런 | 타 점 | 도 루 | 도 실 | 볼 넷 | 삼 진 | 타 율 | 출 루 율 | 장 타 율 | O P S | 루 타 | 병 살 타 | 몸 맞 | 희 타 | 희 플 | 고 4 |
| --------------- | --------------- | --------------- | ----- | ----- | ----- | ----- | ----- | ------- | ------- | ----- | ----- | ----- | ----- | ----- | ----- | ----- | -------- | -------- | ----- | ----- | -------- | ----- | ----- | ----- | ---- |
| 1996            | 현대            | 24              | 126   | 547   | 481   | 75    | 142   | 29      | 4       | 30    | 108   | 36    | 17    | 53    | 107   | .295  | .369     | .559     | .929  | 269   | 7        | 7     | 0     | 6     | 7    |
| 1997            | 현대            | 25              | 96    | 403   | 331   | 77    | 108   | 16      | 0       | 27    | 69    | 22    | 14    | 66    | 59    | .326  | .442     | .619     | 1.061 | 205   | 5        | 4     | 0     | 2     | 10   |
| 1998            | 현대            | 26              | 119   | 507   | 428   | 86    | 114   | 25      | 2       | 30    | 84    | 43    | 19    | 66    | 83    | .266  | .373     | .544     | .917  | 233   | 13       | 9     | 0     | 4     | 7    |
| 1999            | 현대            | 27              | 129   | 572   | 482   | 83    | 142   | 27      | 1       | 24    | 98    | 17    | 13    | 79    | 85    | .295  | .397     | .504     | .901  | 243   | 10       | 6     | 0     | 5     | 6    |
| 2000            | 현대            | 28              | 132   | 572   | 489   | 101   | 151   | 31      | 5       | 32    | 115   | 30    | 14    | 64    | 77    | .309  | .388     | .589     | .977  | 288   | 15       | 7     | 0     | 12    | 5    |
| 2001            | 현대            | 29              | 127   | 570   | 489   | 75    | 139   | 20      | 3       | 18    | 80    | 7     | 7     | 74    | 86    | .284  | .377     | .448     | .825  | 219   | 12       | 2     | 0     | 5     | 2    |
| 2002            | 현대            | 30              | 112   | 481   | 432   | 57    | 120   | 24      | 0       | 15    | 67    | 12    | 8     | 41    | 94    | .278  | .343     | .438     | .781  | 189   | 10       | 4     | 0     | 4     | 2    |
| 2003            | KIA             | 31              | 108   | 461   | 392   | 71    | 118   | 15      | 5       | 19    | 66    | 14    | 9     | 60    | 84    | .301  | .393     | .510     | .904  | 200   | 11       | 1     | 6     | 2     | 1    |
| 2004            | KIA             | 32              | 73    | 226   | 186   | 29    | 47    | 9       | 1       | 7     | 29    | 7     | 5     | 35    | 37    | .253  | .366     | .425     | .791  | 79    | 8        | 0     | 2     | 3     | 2    |
| 2005            | SK              | 33              | 109   | 495   | 421   | 76    | 128   | 21      | 1       | 18    | 63    | 22    | 10    | 67    | 78    | .304  | .400     | .487     | .887  | 205   | 10       | 2     | 2     | 3     | 2    |
| 2006            | SK              | 34              | 124   | 529   | 452   | 61    | 117   | 22      | 1       | 18    | 73    | 22    | 8     | 63    | 87    | .259  | .353     | .431     | .784  | 195   | 13       | 6     | 2     | 6     | 4    |
| 2007            | SK              | 35              | 115   | 400   | 347   | 53    | 97    | 19      | 1       | 17    | 54    | 10    | 7     | 41    | 52    | .280  | .356     | .487     | .843  | 169   | 5        | 4     | 1     | 7     | 6    |
| 2008            | SK              | 36              | 112   | 471   | 396   | 66    | 126   | 26      | 2       | 19    | 72    | 5     | 6     | 69    | 66    | .318  | .420     | .538     | .958  | 213   | 14       | 3     | 0     | 3     | 4    |
| 2009            | SK              | 37              | 113   | 376   | 315   | 53    | 85    | 12      | 0       | 12    | 46    | 15    | 4     | 45    | 57    | .270  | .371     | .422     | .793  | 133   | 7        | 8     | 4     | 4     | 2    |
| 2010            | SK              | 38              | 82    | 219   | 191   | 22    | 42    | 7       | 0       | 8     | 27    | 1     | 2     | 23    | 34    | .220  | .306     | .382     | .688  | 73    | 6        | 1     | 3     | 1     | 0    |
| 2011            | SK              | 39              | 74    | 187   | 161   | 11    | 30    | 8       | 0       | 1     | 12    | 4     | 1     | 15    | 36    | .186  | .250     | .255     | .505  | 41    | 2        | 0     | 7     | 4     | 0    |
| 2012            | SK              | 40              | 46    | 120   | 104   | 16    | 26    | 5       | 0       | 5     | 18    | 0     | 1     | 14    | 25    | .250  | .342     | .442     | .784  | 46    | 3        | 1     | 0     | 1     | 0    |
| KBO 통산 : 17년 | KBO 통산 : 17년 | KBO 통산 : 17년 | 1797  | 7136  | 6097  | 1012  | 1732  | 316     | 26      | 300   | 1081  | 267   | 145   | 875   | 1147  | .284  | .376     | 492      | .868  | 3000  | 151      | 65    | 27    | 72    | 60   |

- 시즌 기록 중 굵은 글씨는 해당 시즌 최고 기록

## 등번호
- 62(1996년~2012년)

## 같이 보기
- KBO 리그 도루 관련 기록 - 개인